# Sea Towers
El Sea Towers es un rascacielos ubicado en Gdynia, Polonia. El complejo está formado por dos edificios, uno de 143.6 metros de altura, y el otro de 125.4 metros.
La construcción comenzó el 10 de mayo de 2006 y se completó el 28 de febrero de 2009. El Sea Towers es el duodécimo edificio más alto de Polonia y en el segundo edificio residencial más alto del país, tras la Sky Tower de Breslavia. Ocupa el puesto número 83 en la lista de los Edificios más altos de la Unión Europea.

## Construcción
El diseño original de Andrzej Kapuścik incluía una cobertura de la fachada principal con material luminoso; no obstante, se optó un granito oscuro para cubrir toda la superficie del edificio. Los primeros apartamentos se completaron en diciembre de 2008; sin embargo, el conjunto se completó completamente el 28 de febrero de 2009 y la inauguración oficial tuvo lugar el 14 de agosto de 2009.
El complejo está formado por dos torres: la mayor tiene 38 pisos, y la segunda 29. La antena que se encuentra en el techo superior del principal edificio suma 16,2 metros aumentando la altura del edificio a 141,6 m con la antena.
Los dos rascacielos albergan oficinas, servicios y viviendas residenciales de varios tamaños. En el piso superior hay un mirador con vistas al mar Báltico.